# Ahilyabai Holkar
Ahilyabai Holkar o Ahalya Bai (Jamkhed, 31 maggio 1725 – Indore, 13 agosto 1795) è stata una sovrana indiana, regina di Indore.

## Biografia
Nata nel 1725 da Mankoji Shinde, Ahilyabai fu istruita dal padre a leggere e scrivere, nonostante le donne all'epoca non frequentassero la scuola. La sua ascesa iniziò quando Male Rao Holkar, comandante al servizio del Peshwa Bajirao e signore del territorio di Indore, riconoscendone la pietà e il carattere, la portò con sé nel territorio Holkar come sposa per suo figlio, Khande Rao.
Dopo la morte del marito nel 1754 e del suocero dodici anni dopo, Ahilyabai salì al trono di Indore fino alla sua morte nel 1795, governando con giustizia e abilità sia in ambito amministrativo che militare. Il suo governo fu caratterizzato da un'impronta benevola ed efficace, che contribuì allo sviluppo di Indore.
Ahilyabai fu anche nota per la sua generosità e cura verso il popolo, aiutando le vedove a mantenere la ricchezza dei loro defunti mariti e garantendo loro il diritto di adottare figli. Ebbe particolare attenzione alla giustizia, ascoltando personalmente le lamentele dei suoi sudditi e risolvendo le dispute con equità.
Sotto il suo regno, Ahilyabai promosse attivamente la costruzione di numerosi templi indù e altri edifici sacri in tutto il paese, contribuendo alla crescita economica e spirituale delle sue terre. La sua dedizione alla religione e alla prosperità del suo popolo le valsero l'ammirazione e il rispetto dei suoi sudditi, tanto che la sua reputazione di santa e grande regina si è mantenuta intatta nel tempo.
Il suo impegno per il benessere del popolo si estese anche alla promozione dell'arte, della cultura e dell'industria, con la fondazione di un'industria tessile nella città di Maheshwar e il patrocinio di artisti e studiosi. La sua eredità di opere buone e il suo impegno per il progresso della sua terra sono ancora oggi ricordati e celebrati, dimostrando il suo ruolo fondamentale nella storia dell'India.
La sua figura è stata onorata con l'istituzione di un premio annuale in suo nome a Indore nel 1996 e con la dedica di un aeroporto e di un'università alla sua memoria. Ahilyabai Holkar rimane una delle figure più importanti e rispettate della storia indiana, il cui contributo al progresso e alla prosperità del suo popolo è stato fondamentale.